# Wilhelmine M. Sayler
Wilhelmine Maria Sayler (* 21. März 1928 in München; † 9. November 2021) war eine deutsche Pädagogin.

## Leben
Nach der Promotion an der LMU München am 12. März 1954 war sie von 1954 bis 1958 hauptamtliche Dozentin am Institut für Lehrerbildung in Ingolstadt. Von 1958 bis 1970 war sie außerordentliche Professorin und ordentliche Professorin an der PH Eichstätt. Nach der Habilitation 1967 in Löwen war sie von 1970 bis 1980 ordentliche Professorin an der PH Rheinland Abt. Bonn. 1980 wechselte sie an die Universität Bonn und 1988 an die Universität Köln. Sie war tätig im Bereich der Interkulturellen Pädagogik und vertrat einen Ansatz der integrativen Pädagogik. Sie lebte in Hanf (Hennef).

## Werke (Auswahl)
- Josef Göttler und die christliche Pädagogik. Kösel, München 1960, OCLC 40528654 (zugleich Dissertation, München 1954).
- Das Verhältnis von Theorie und Praxis in der Pädagogik. Eine systematische Untersuchung. E. Reinhardt, München/Basel 1968, OCLC 8919394 (zugleich Habilitationsschrift, Löwen 1967).
- Internat zwischen gestern und morgen. Analyse einer umstrittenen Institution. Schindele, Neuburgweier 1973, OCLC 7276201.
- Gastarbeiterkinder in Deutschland. Niños de trabajadores extranjeros en Alemania. Paidia allodapōn ergazomenōn stē Germania. Pädag. Hochsch. Rheinland, Abt. Bonn, Bonn 1980, ISBN 3-922560-00-8.
- Wider die Xenophobie! Ausländer zwischen Ablehnung und Integration – am Beispiel spanischer Migranten in Deutschland (= Studies in intercultural communication. Band 2). Breitenbach, Saarbrücken/Fort Lauderdale 1987, ISBN 3-88156-362-8.
- Ausländerpädagogik als Friedenspädagogik: Außerschulische pädagogische Arbeit mit ausländischen und deutschen Kindern und deren Familien. Breitenbach, Saarbrücken/Fort Lauderdale 1987, ISBN 3-88156-380-6.
- Ausländerpädagogik - Integrative Pädagogik. Zum Problemhorizont einer wissenschaftlichen Teildisziplin. In: Lernen in Deutschland (1991). Heft 1, S. 16–36.
- Interkulturelle Pädagogik im Dialog. In: Lernen in Deutschland (1992). Heft 1, S. 80–82.